# Mimoun Abdoul Wahab
Mimoun Abdoul Wahab (1 april 2004) is een Belgische atleet, die gespecialiseerd is in het hordelopen. Hij werd eenmaal Belgisch kampioen.

## Biografie
Abdoul Wahab nam in 2022 op de 400 m horden deel aan de wereldkampioenschappen U20 in Cali. Hij werd zesde in de finale. In 2024 werd hij voor het eerst Belgisch kampioen op de 400 m horden.
Clubs
Abdoul Wahab is aangesloten bij Union Athlétique Hautes Fagnes.

## Belgische kampioenschappen
| Onderdeel    | Jaar |
| ------------ | ---- |
| 400 m horden | 2024 |

## Persoonlijk record
| Onderdeel    | Prestatie | Datum        | Plaats |
| ------------ | --------- | ------------ | ------ |
| 400 m horden | 49,57 s   | 17 juli 2025 | Bergen |

## Palmares

### 400 m horden
- 2022: 6e WK U20 in Cali - 50,20 s
- 2023:  BK AC - 53,64 s
- 2024:  BK AC - 50,90 s
- 2025:  EK voor landenteams (2e div.) in Maribor – 50,23 s
- 2025: 3e in ½ fin. EK U23 in Bergen - 50,24 s (49,57 in reeks)

## Onderscheidingen
- 2022: Gouden Spike voor beste mannelijke belofte